# Joseph Augustin Gürrlich
Joseph Augustin Gürrlich (* 1761 in Münsterberg (Schlesien); † 27. Juni 1817 in Berlin) war ein deutscher Organist und Komponist.

## Leben und Werk
Joseph Augustin Gürrlich wirkte ab 1781 als Organist der katholischen Hedwigskirche in Berlin. 1790 wurde er Kontrabassist im Hoforchester. 1811 wurde er zweiter Dirigent der Hofoper und 1816 Hofkapellmeister.
Joseph Augustin Gürrlich komponierte Opern, Ballette und Schauspielmusiken. Darüber hinaus schuf er das Oratorium L’obbedienza di Gionata („Jonatans Gehorsam“) sowie Klavierstücke und einige Lieder.